# (6343) 1993 VK
(6343) 1993 VK (1993 VK, 1970 SK, 1978 EG1, 1981 RM4, 1981 SZ3, 1983 AX4, 1992 OV9) — астероїд головного поясу, відкритий 7 листопада 1993 року.
Тіссеранів параметр щодо Юпітера — 3,179.